# T–28
A T–28 az 1930-as években a Szovjetunióban gyártott és használt háromtornyú közepes harckocsi, melynek elsődleges feladata a gyalogság támogatása volt. Az első nagy sorozatban készített szovjet közepes harckocsi, több mint 500 db készült belőle. Sorozatgyártása 1932-ben kezdődött. Lengyelország 1939-es szovjet megszállása, a téli háború során, valamint a második világháború kezdeti szakaszában alkalmazták. Összességében nem volt sikeres konstrukció, de a kifejlesztése során szerzett tapasztalatok miatt fontos szerepet játszott a későbbi modellek tervezésénél. A T–28 koncepciója a 16 tonnás Vickers A6 harckocsin alapul.

## Története
1930-ban Szemjon Ginzburg vezetésével egy szovjet delegáció járt Nagy-Britanniában azzal a feladattal, hogy tanulmányozza az ottani korszerű harckocsikat és egy megfelelő, korszerű típust kiválasszon a Szovjetunióban történő gyártásra. A delegációt elsősorban a Vickers A6 érdekelte, de ennek eladásától a brit fél elzárkózott a harckocsiban alkalmazott akkori magas szintű technológia miatt. Helyette a Vickers 20 ezer font sterlingért azt ajánlotta fel, hogy a szovjet fél megismerkedhet a harckocsi fejlesztési folyamatával, tanulmányozhatja a harckocsit, valamint darabonként 16 ezer fontért vásárolhat tíz db löveg nélküli példányt. A brit ajánlat szerint a szovjet fél ezzel együtt vásárolt volna még a Carden-Loyd Mark VI kisharckocsiból és a Vickers Mk E könnyű harckocsiból.
A szovjet fél ezeket a feltételeket nem fogadta el. Helyette az a döntés született, hogy a Vickers A6-ból kiindulva, annak nagy-britanniai tanulmányozása során szerzett tapasztalatokat felhasználva egy saját fejlesztésű konstrukciót készítenek.
A tervek kidolgozásával a Dzerzsinszkij Katonai-műszaki Akadémia gépesített tanszékét és a Össz-szövetségi Fegyverzetügyi Egyesülés (VOAO) 1931. január 28-án létrehozott, harckocsikkal és vontatókkal foglalkozó, Ginzburg által vezetett tervezőirodáját bízták meg egyidejűleg. A két szervezet által kidolgozott előzetes tervek összehasonlítása alapján a VOAO tervezőirodája által készített, T–28 jelzést viselő tervet választotta ki a hadsereg Gépesítési Csoportfőnöksége.
A harckocsi tervezésénél megtartották a Vickers A6 alapvető elrendezését és 16 t-s harci tömeget. Felhasználták azonban a német–szovjet katonai együttműködés során szerzett ismereteket is, így többek között a Edward Grotte által tervezett TG harckocsi tapasztalatait, valamint a kazáni harckocsi lőtéren tesztelt német harckocsikkal szerzett tapasztalatokat. Fegyverzetként a fő toronyba egy 45 mm-es ágyú és egy géppuska, a kisebb tornyokba pedig egy-egy géppuska beépítését tervezték. A harckocsiba a BT–2-ben is alkalmazott 400 LE-s M–5 benzinmotort kívánták beépíteni.
1931. szeptember 28-án a hadsereg Gépesítési Csoportfőnöksége megállapodást kötött a VOAO-val a tervek elkészítésére és 1932. május 1-jei határidővel két prototípus elkészítésére. Az első, még nem páncéllemezekből épített, T–28–1 jelzésű prototípus májusban készült el, az első tesztekre pedig a hónap végén került sor. Az előzetes tervektől eltérően a prototípusba a nagyobb teljesítményű M–7 motort építették. Fő fegyverzetként a 37 mm-es PSZ–2 ágyút építették be, mert a tervezett 45 mm-es löveg nem készült el időben. A harcjárművet 1932. június 11-én bemutatták a Vörös Hadsereg Gépesítési Csoportfőnöksége parancsnokságának. A harckocsi alapvetően elnyerte a hadsereg tetszését, de az a döntés született, hogy a benzinmotort dízelmotorra kell cserélni, valamint a nagyobb űrméretű és tűzerejű, 76 mm-es PSZ–3 ágyút kell beépíteni. A prototípussal szerzett tapasztalatok figyelembevételével 1932 augusztusa és szeptembere során jelentősen átdolgozták a terveket. A szükséges dízelmotor fejlesztése azonban késett, így maradtak a benzinmotor alkalmazásánál. Meg sem várva a második prototípus megépítését, a Munkaügyi és Védelmi Tanács már 1932 októberének végén határozatot hozott a harckocsi sorozatgyártásáról.
A harckocsi sorozatgyártására a leningrádi Vörös Putyilov Gyárat (később Kirov gyár) jelölték ki, melynek a gyártástechnológiai lehetőségei biztosították az akkori viszonyok között bonyolult konstrukciónak számító harcjármű gyártását. A gyár 1932 novembere végén kapta meg a T–28 tervdokumentációját, majd elkezdődött a gyártás előkészítés.
Az első 12 db harckocsi azonban csak 1933 áprilisára készült el, mert a gyártásra kijelölt üzemcsarnokok szerszámgépei elhasználódottak volta, így előbb felújításra volt szükség. Így még az első világháború idején konzervált szerszámgépeket is elő kellett venni, és Szergej Kirov személyes utasítására a Szovjetunió más részeiből is szállítottak szerszámgépeket a Vörös Putyilov-gyárba. Az első sorozat tíz harckocsija már részt vett május 1-jén a moszkvai Vörös téren tartott díszszemlén.

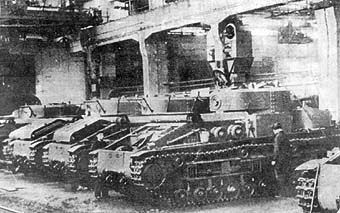
T–28 harckocsik sorozatgyártása a Vörös Putyilov-gyárban

A rossz körülmények miatt a sorozatgyártás jelentős nehézségek mellett, lassan folyt. Habár a hadsereg 1933-ra 90 harckocsi megépítését írta elő, ebből csak 41 db-ot sikerült megépíteni. A sorozatgyártás felgyorsítására 1933-ban modernizálták a gyár T–28-asokat előállító MH–2 jelű üzemcsarnokát, ehhez még külföldről is vásároltak szerszámgépeket. Ezzel egyidőben, 1933 őszén a gyárban létrehozták a harckocsik és lánctalpas harcjárművek tervezésére szakosodott SZKB–2 tervezőirodát, mely első feladatául a T–28 modernizálását kapta.
A folyamatos gyártást csak 1934-re sikerült beindítani, amikorra végeztek a gyártócsarnok korszerűsítésével. Az SZKB–2 azonban csak 1936-re készült el a harckocsi korszerűsítésének terveivel. Ennek során több mint 70 apróbb módisítást végeztek a konstrukción. A gyártás beindulásának vontatottsága és a kezdeti kedvezőtlen körülmények miatt az 1933–1935 között készült példányok számos műszaki problémával küzdöttek, gyakori volt a meghibásodás. Ezért a T–28-ast használó alakulatokhoz gyári szerelő csoportokat kellett telepíteni.
Az 1933-ban elkészült 41, majd az 1934-es 50, és az 1935-ös 32 darabszám után a sorozatgyártás felgyorsult. 1936-ban már 101 db készült. A gyártás 1937-es visszaesése után, amikor 39 db-ot építettek, 1938-ban 96 db, 1939-ben és 1940-ben 131–131 db készült. Az 1933–1940 között folyt sorozatgyártás során összesen 503 db T–28-as harckocsit építettek.
A sorozatgyártás 1937-es visszaesésének oka a T–28-on alapuló T–29 kerekes–lánctalpas harckocsi gyártásának tervezett beindítása volt. A T–29 sorozatgyártására azonban nem került sor, így a T–28 gyártása 1938-tól visszaállt az eredeti szintre.